# MTN40 2010/11
Der MTN40 2010/11 war die 30. Austragung der nationalen List-A-Cricket-Meisterschaft in Südafrika. Der Wettbewerb wurde zwischen dem 2. November 2011 und 9. Dezember 2011 zwischen den sechs südafrikanischen First-Class-Franchises über jeweils 40 Over ausgetragen. Im Finale konnten sich die Knights mit 5 Wickets (D/L) gegen die Titans durchsetzen.

## Format
Die sechs Mannschaften spielten in zwei Gruppen jeweils zweimal gegen jedes andere Team der eigenen Gruppe und einmal gegen jedes Team der anderen Gruppe. Für einen Sieg gibt es vier Punkte, für ein Unentschieden drei, ein No Result zwei und für eine Niederlage keinen Punkt. Ein Bonuspunkt wird vergeben, wenn bei einem Sinn die eigene Runzahl die des Gegners um das 1,25-Fache übersteigt. Des Weiteren ist es möglich, dass Mannschaften Punkte abgezogen bekommen, wenn sie beispielsweise zu langsam spielen. Die beiden Ersten einer jeden Gruppe qualifizierten sich für das Halbfinale, das im Best-of-Three ausgetragen wurde. Dessen Sieger spielten im Finale den Gewinner des Wettbewerbes aus.

## Resultate

### Gruppe A
Tabelle
| Teams    | Sp. | S | N | U | R | NR | A | BP | Ded | Punkte | NRR    |
| -------- | --- | - | - | - | - | -- | - | -- | --- | ------ | ------ |
| Titans   | 7   | 6 | 1 | 0 | 0 | 0  | 0 | 1  | 0   | 25     | +0.846 |
| Knights  | 7   | 3 | 4 | 0 | 0 | 0  | 0 | 1  | 0   | 13     | +0.113 |
| Warriors | 7   | 2 | 5 | 0 | 0 | 0  | 0 | 0  | 0   | 8      | −0.763 |

### Gruppe B
Tabelle
| Teams          | Sp. | S | N | U | R | NR | A | BP | Ded | Punkte | NRR    |
| -------------- | --- | - | - | - | - | -- | - | -- | --- | ------ | ------ |
| Highveld Lions | 7   | 4 | 3 | 0 | 0 | 0  | 0 | 1  | 0   | 17     | −0.032 |
| Dolphins       | 7   | 4 | 3 | 0 | 0 | 0  | 0 | 1  | 0   | 17     | +0.603 |
| Cape Cobras    | 7   | 2 | 5 | 0 | 0 | 0  | 0 | 0  | 0   | 8      | −0.663 |

## Halbfinale
| 26. November Scorecard | Centurion | Highveld Lions 299-8 (40)    | – | Titans 300-7 (38.4) |
|                        |           | Titans gewinnt mit 3 Wickets |   |                     |

| 28. November Scorecard | Bloemfontein | Dolphins 226-7 (40)           | – | Knights 227-6 (38.2) |
|                        |              | Knights gewinnt mit 4 Wickets |   |                      |

| 1. Dezember Scorecard | Johannesburg | Titans 287-8 (40)          | – | Highveld Lions 276 (39.2) |
|                       |              | Titans gewinnt mit 11 Runs |   |                           |

| 3. Dezember Scorecard | Bloemfontein | Knights 215-6 (35/35)      | – | Dolphins 227-6 (35/35) |
|                       |              | Knights gewinnt mit 8 Runs |   |                        |

## Finale
| 10. Dezember Scorecard | Centurion | Titans 227 (39)                            | – | Knights 152-2 (21.4/23) |
|                        |           | Knights gewinnt mit 5 Wickets (D/L method) |   |                         |